# Menàlip
Menàlip (en llatí Menalippus, en grec Μενάλιππος o Μελάνιππος) va ser un arquitecte grec, probablement nadiu d'Atenes, que en cooperació amb els arquitectes romans Gai i Marc Estal·li va ser contractat pel rei Ariobarzanes II de Capadòcia, per restaurar l'Odèon de Pèricles, destruït en la guerra contra Mitridates VI Eupator l'any 86 aC. No se sap la data exacta de la restauració, però el regnat d'Ariobarzanes va del 63 aC al 51 aC.